# Zaspy
Zaspy [pronunciación en polaco: /ˈzaspɨ/] es un pueblo ubicado en el distrito administrativo de Gmina Warta, dentro del condado de Sieradz, Voivodato de Łódź, en el centro de Polonia. Se encuentra a unos 15 kilómetros al norte de Warta, a 27 kilómetros al norte de Sieradz, y a 56 kilómetros al oeste de la capital regional Łódź.